# Helen Connon
Helen Connon, née en 1859 ou 1860 à Melbourne et morte le 22 février 1903 à Rotorua (Nouvelle-Zélande), est une universitaire et pionnière de l'éducation néo-zélandaise. Elle est la première femme dans l'Empire britannique à recevoir un diplôme universitaire avec mention.

## Biographie

### Jeunesse et études
Connon naît à Melbourne, en 1859 ou 1860. Son père, George Connon, est un charpentier gallois et sa mère est écossaise et se nomme Helen Hart. Elle est leur deuxième enfant. La famille déménage à Dunedin vers 1862.
À Dunedin, Connon reçoit l'enseignement d'un nouveau professeur, Robert Stout ; celui-ci devient par la suite le Premier ministre de Nouvelle-Zélande. 
Après que la famille a déménagé à Hokitika, elle est inscrite à l'Académie Hokitika, une école pour garçons, car l'école locale pour filles (une Dame school) est considérée comme inadéquate par sa mère. Dans cette école, elle surpasse rapidement les garçons. Le directeur est impressionné et ouvre une classe pour les filles, plaçant Helen, 15 ans, à sa tête. À l'âge de 16 ans, elle reçoit un prix scolaire intitulé « Facile princeps » – « Easily the Best ».
En 1874, la famille déménage à Christchurch et la mère de Connon presse le professeur John Macmillan Brown, nouvellement arrivé, pour inscrire sa fille comme première étudiante à l'université de Canterbury. Elle s'y inscrit en 1878 et obtient un Bachelor of Arts en 1880. Elle est la deuxième femme diplômée en arts dans l'Empire britannique. Elle n'est devancée que par Kate Edger, également néo-zélandaise, diplômée le 11 juillet 1877. 
Lorsque Connon obtient sa maîtrise avec mention très bien en anglais et en latin en 1881, elle devient la première femme dans l'Empire britannique à obtenir un diplôme avec mention. 

### Carrière professionnelle
En 1878, alors qu'elle étudie encore à l'université, Connon devient l'une des cinq premières enseignantes du Christchurch Girls' High School. Elle enseigne l'anglais, le latin et les mathématiques. En 1882, à l'âge de 25 ans, elle est nommée directrice adjointe de l'école et occupe ce poste jusqu'à sa démission en raison de problèmes de santé en 1894.
Sous la direction de Connon, le programme scolaire est élargi pour inclure des matières pratiques telles que la cuisine, les soins infirmiers et la couture. Elle est partisane de l'exercice physique et introduit des cours de gymnastique, de natation et de tennis à l'école. L'école est également l'une des premières du pays à dispenser un enseignement militaire. Connon est fortement impliquée dans l'éducation des filles, passant dans les salles de classe et consultant les copies d'examen. Elle dispense également des cours supplémentaires, pendant son temps libre, aux élèves les plus brillants de l'école, les encourageant à postuler pour des bourses universitaires. L'une de ses élèves vedettes était Edith Searle Grossmann, qui devient écrivain et enseigne au Wellington Girls' College.
L'école connaît un grand succès : entre 1879 et 1883, le lycée pour filles de Christchurch remporte plus de prix et d'honneurs que toutes les autres écoles secondaires de Nouvelle-Zélande.

## Vie privée
Alors qu'elle est étudiante, John Macmillan Brown demande à Helen Connon de l'épouser. Elle exige qu'il lui permette de continuer à travailler après leur mariage— une situation peu courante à l'époque. Connon et Macmillan Brown se marient finalement à Christchurch le 9 décembre 1886. Ils achètent une propriété à Fendalton, dans la banlieue de Christchurch, et ont deux filles : Millicent en 1888 et Viola en 1897. Millicent épouse plus tard Archibald Baxter et donne naissance au poète James K. Baxter.
En 1892, Connon et Macmillan Brown prennent un long congé et se rendent en Europe. En 1896, après que Connon a pris sa retraite, ils y retournent avec leur fille Millicent, et en 1900 ils repartent avec leurs deux filles et leur gouvernante. 
Connon souffre d'insomnie et les effets deviennent de plus en plus graves pour elle au cours des années. Elle fait également deux fausses couches qui causent des ravages chez elle. Elle tombe malade alors qu'elle traverse Rotorua en 1903, lors de vacances avec son mari, et les médecins lui diagnostiquent la diphtérie. Elle meurt le 22 février 1903. 

## Héritage
Après la mort de sa femme, John Macmillan Brown crée la bourse Helen Macmillan Brown, décernée chaque année à jusqu'à dix étudiantes de l'université de Canterbury,. L'une de ses élèves, Edith Searle Grossmann, écrit une biographie de Connon, publiée en 1905. 
En 1916, le Helen Connon Hall ouvre sur Park Terrace, à Christchurch. Il s'agit de la première résidence universitaire pour les étudiants de l'université de Canterbury et accueille jusqu'à 70 étudiantes chaque année. Lorsque l'université déménage de son site du centre-ville vers son nouveau site à Ilam dans les années 1970, le bâtiment est vendu à la Cathedral Grammar School. 
En 2017, Connon est sélectionnée parmi les « 150 femmes en 150 mots » choisies par la Société royale de Nouvelle-Zélande, liste célébrant les contributions des femmes au savoir en Nouvelle-Zélande.
Un buste en marbre représentant Helen Connon est exposé dans la bibliothèque Macmillan Brown, à l'université de Canterbury. Une plaque commémorative en hommage à Connon est présente dans la grande salle de l'actuel Christchurch Arts Centre ; ces bâtiments constituent à l'origine le campus de l'université de Canterbury. Le lycée pour filles de Christchurch décerne chaque année un prix commémoratif à son nom. 